# Giannantonio Valtrini
Giannantonio Valtrini (1556-1601) fue un jesuita y escritor de Italia.

## Biografía
Valtrini nació en Roma en 1556 y murió el 31 de agosto de 1601, y tomó el hábito de la Compañía de Jesús en 1574, y en el Colegio Romano dio clases de teología moral, bellas letras y la Santas Escrituras.
La Biblioteca de Escritores de la Compañía de Jesús denomina a Valtrini de la siguiente manera: Vir candidi ingenii multaeque eruditionis, y cuando ejerció en su mocedad las bellas letras escribió de la cosa militar de los romanos y elogiando este trabajo Girolamo Tiraboschi afirma que Valtrini manifiesta en ella todo lo que incumbe a su objeto con método, rigor y distinción, y según José Almirante y Torroella en su Bibliografía militar  de España, Madrid, 1876,  el jurisconsulto y autor de De iure et officis bellicis et disciplina militari, 1582, reeditada en Buffalo, 1995, 2 vols., Balthasar de Ayala (1548-1584) dice que es una obra reputada de arqueología militar en latino, con otra edición en 1617, y además redactó comentarios sobre el libro de Job, opúsculos inéditos en Roma y la biografía del jesuita Luigi Gonzaga (1568-1591) y del jesuita Estanislao Kostka (1550-1568).
Tratan sobre la vida y obras de Valtrini el jurisconsulto  Filippo Marina Renazi (1742-1808)  en su obra Storia dell'Universita degli studi di Roma, Roma, 1803-1806, 4 vols. y el literato Camillo Ugoni (1784-1855) en la Biografía universal francesa, autor también de Della letteratura italiana, Milano, 1856-57, 4 vols.

## Obras
- De re militari veterum Romanorum, Colonia, 1597, in-8º.
- Annuae litterae Societatis Jesu, 1581 y 1582.
- Vita de'BB. Luigi Gonzaga e Stanislao Kotska.